# 日本セーリング連盟
公益財団法人日本セーリング連盟（にほんセーリングれんめい、略称:JSAF）は、日本におけるセーリングを統括する国内競技連盟である。日本オリンピック委員会、日本スポーツ協会加盟団体。

## 沿革
- 1886年 - 横浜アマチュア・ローイングクラブ設立、その中に横浜セーリングクラブを設立
- 1932年 - 東西両日本ヨット協会の合意により、日本ヨット協会(JYA)が発足
- 1935年 - 日本ヨット協会が国際ヨット競技連盟に加盟
- 1948年 - クルージング・クラブ・オブジャパン(CCJ)結成
- 1954年 - CCJがニッポン・オーシャン・レーシング・クラブ(NORC)に改組
- 1964年 - JYAを財団法人日本ヨット協会として再設立。NORCが社団法人日本外洋帆走協会に改組
- 1970年 - オフショア・レーシング・カウンシル結成
- 1999年 - JYAとNORCが統合され、財団法人日本セーリング連盟として発足

## 主催大会
- 全日本外洋ヨット選手権大会
- 全日本セーリング選手権大会